# Master of Reality
| 전문가 평가                   | 전문가 평가 |
| 평가 점수                     | 평가 점수   |
| 출처                          | 점수        |
| ----------------------------- | ----------- |
| AllMusic                      | [ 3 ]       |
| Christgau's Record Guide      | C–          |
| MusicHound Rock               | 4.5/5       |
| Q                             | [ 6 ]       |
| The Rolling Stone Album Guide | [ 7 ]       |
| Sputnikmusic                  | 4/5         |

《Master of Reality》는 영국의 헤비 메탈 밴드 블랙 사바스의 세 번째 스튜디오 음반으로, 1971년 8월 6일, 영국에서 버티고 레코드에 의해 발매되었다. 일부 비평가들은 이 음반을 둠 메탈, 스토너 록, 슬러지 메탈의 기초로 여긴다. 밴드의 이전 두 음반을 프로듀싱한 로저 베인이 프로듀싱한 《Master of Reality》는 1971년 2월부터 4월까지 런던의 아일랜드 스튜디오에서 녹음되었다. 기타리스트 토니 아이오미와 베이시스트 기저 버틀러는 프로듀싱 중에 악기를 다운시키며 아이오미가 "더 크고 무거운 사운드"라고 부르는 것을 달성했다.
《Master of Reality》는 영국 음반 차트에서 5위, 미국 빌보드 200 차트에서 8위에 올랐다. 발매 당시 비평가들로부터 부정적인 평가를 받았지만, 이 음반은 이제 역대 최고의 헤비 메탈 음반 중 하나로 꼽힌다. 미국에서 200만 장 이상 판매된 후 미국 음반 산업 협회로부터 더블 플래티넘 인증을 받았다.

## 녹음
《Master of Reality》는 1971년 2월부터 4월까지 런던의 아일랜드 스튜디오에서 녹음되었다. 이 음반은 블랙 사바스의 이전 두 음반을 프로듀싱한 로저 베인이 프로듀싱했으며, 톰 알롬이 엔지니어링을 담당했다. 이는 기타리스트 토니 아이오미가 밴드의 다음 여러 음반의 프로듀싱을 맡으면서 베인이 블랙 사바스와 마지막으로 협업한 것이었다. 드러머 빌 워드는 "이전에는 스튜디오에서 무엇을 해야 할지 전혀 몰랐고 로저에게 크게 의존했습니다. 하지만 이번에는 훨씬 더 많이 함께했고, 무엇이 관련되어 있는지 이해했으며, 어떻게 해야 할지에 대해 더 많은 의견을 나누었습니다."라고 설명했다.
트랙 〈Children of the Grave〉, 〈Lord of This World〉, 〈Into the Void〉에서 아이오미는 기타를 한 걸음 더 다운튠하여 현의 긴장을 줄이기 위해 기타를 11⁄2단계 연주하는 데 덜 고통스러워했다. 이 고통은 몇 년 전 공장 사고로 인해 두 손가락 끝이 절단된 결과였다. 이 다운튠은 기타리스트가 "더 크고 무거운 사운드"를 내는 데에도 도움이 되었다. 또한 기저 버틀러는 아이오미에 맞춰 베이스 기타를 다운튠했다. 버틀러는 1994년 《Guitar for the Practicing Musician》에게 "사운드에도 도움이 되었다"고 설명했다. "그러다 보컬 단위로 더 쉽게 조정하기 위해 더 낮게 조정하는 지경에 이르렀습니다. 하지만 오지 오스본은 더 높이 불러 물체를 물리쳤습니다."

## 곡 목록

### 오리지널 영국판
아이오미가 작곡한 〈After Forever〉, 〈Embryo〉, 〈Orchid〉를 제외하고, 모든 곡들은 블랙 사바스 (토니 아이오미, 기저 버틀러, 오지 오스본, 빌 워드)가 공동으로 작곡했고, 작사는 모두 버틀러가 맡았다.
| #  | 제목                      | 재생 시간 |
| -- | ------------------------- | --------- |
| 1. | 〈Sweet Leaf〉            | 5:05      |
| 2. | 〈After Forever〉         | 5:27      |
| 3. | 〈Embryo (기악)〉         | 0:28      |
| 4. | 〈Children of the Grave〉 | 5:18      |

| #  | 제목                   | 재생 시간 |
| -- | ---------------------- | --------- |
| 5. | 〈Orchid (기악)〉      | 1:31      |
| 6. | 〈Lord of This World〉 | 5:27      |
| 7. | 〈Solitude〉           | 5:02      |
| 8. | 〈Into the Void〉      | 6:13      |

### 오리지널 미국판
| #  | 제목                                    | 재생 시간 |
| -- | --------------------------------------- | --------- |
| 1. | 〈Sweet Leaf〉                          | 5:02      |
| 2. | 〈After Forever (including The Elegy)〉 | 5:25      |
| 3. | 〈Embryo〉                              | 0:29      |
| 4. | 〈Children of the Grave〉               | 4:30      |
| 5. | 〈The Haunting〉                        | 0:45      |

| #   | 제목                   | 재생 시간 |
| --- | ---------------------- | --------- |
| 6.  | 〈Orchid〉             | 1:30      |
| 7.  | 〈Step Up〉            | 0:30      |
| 8.  | 〈Lord of This World〉 | 4:55      |
| 9.  | 〈Solitude〉           | 5:02      |
| 10. | 〈Deathmask〉          | 3:08      |
| 11. | 〈Into the Void〉      | 3:08      |

## 인증
| 국가                       | 인증        | 판매량/출하량 |
| -------------------------- | ----------- | ------------- |
| 캐나다 (뮤직 캐나다)       | 플래티넘    | 100,000^      |
| 영국 (BPI)                 | 골드        | 100,000^      |
| 미국 (RIAA)                | 2× 플래티넘 | 2,000,000^    |
| ^출하량을 기반으로 한 인증 |             |               |